# Pietro Fittipaldi
Pour les autres membres de la famille, voir Fittipaldi.
Pietro Fittipaldi, né le 25 juin 1996 à Miami, est un pilote automobile brésilien qui participe en 2021 au championnat d'IndyCar Series avec l'écurie Dale Coyne Racing with RWR. Petit-fils du double champion du monde de Formule 1 Emerson Fittipaldi, il est également pilote de réserve de Haas F1 Team. Ce rôle lui a permis de remplacer Romain Grosjean à la suite de son hospitalisation, pour le Grand Prix de Sakhir 2020.

## Biographie
Pietro Fittipaldi est le fils de Carlos Da Cruz et de Juliane Fittipaldi, fille d'Emerson Fittipaldi et de Maria Helena. Son frère Enzo Fittipaldi est également pilote automobile.

### Débuts en sport automobile aux États-Unis (2011-2012)
Né aux États-Unis, c'est en Amérique du Nord que Pietro Fittipaldi débute dans les sports mécaniques. En 2011, à 15 ans, il est engagé dans le championnat Whelen All-American Series de NASCAR et remporte le titre. Toujours dans la même discipline en 2012, il termine cinquième.

### Débuts en monoplace en Europe (2013-2014)
Il débarque en Europe en 2013 et prend part au Protyre Formula Renault Championship. Avec 163 points en seize courses, il se classe huitième du championnat. La même année, il rejoint MGR Motorsport dans le championnat britannique de Formule 4, puis dans la déclinaison hivernale de la série. Avec une victoire dans le championnat principal, il se classe quinzième au général, et sixième en hiver.
Il continue son aventure chez MGR Motorsport en 2014 et domine facilement ses adversaires. En effet, en remportant dix des quinze courses du calendrier, il s'adjuge le titre en s'offrant 65 points d'avance sur son dauphin. En parallèle, il participe à huit courses de Formula Renault 2.0 Alps. Son meilleur résultat est une quatrième place au Mugello et il finit à la neuvième place du championnat.

### La Formule 3 (2015)

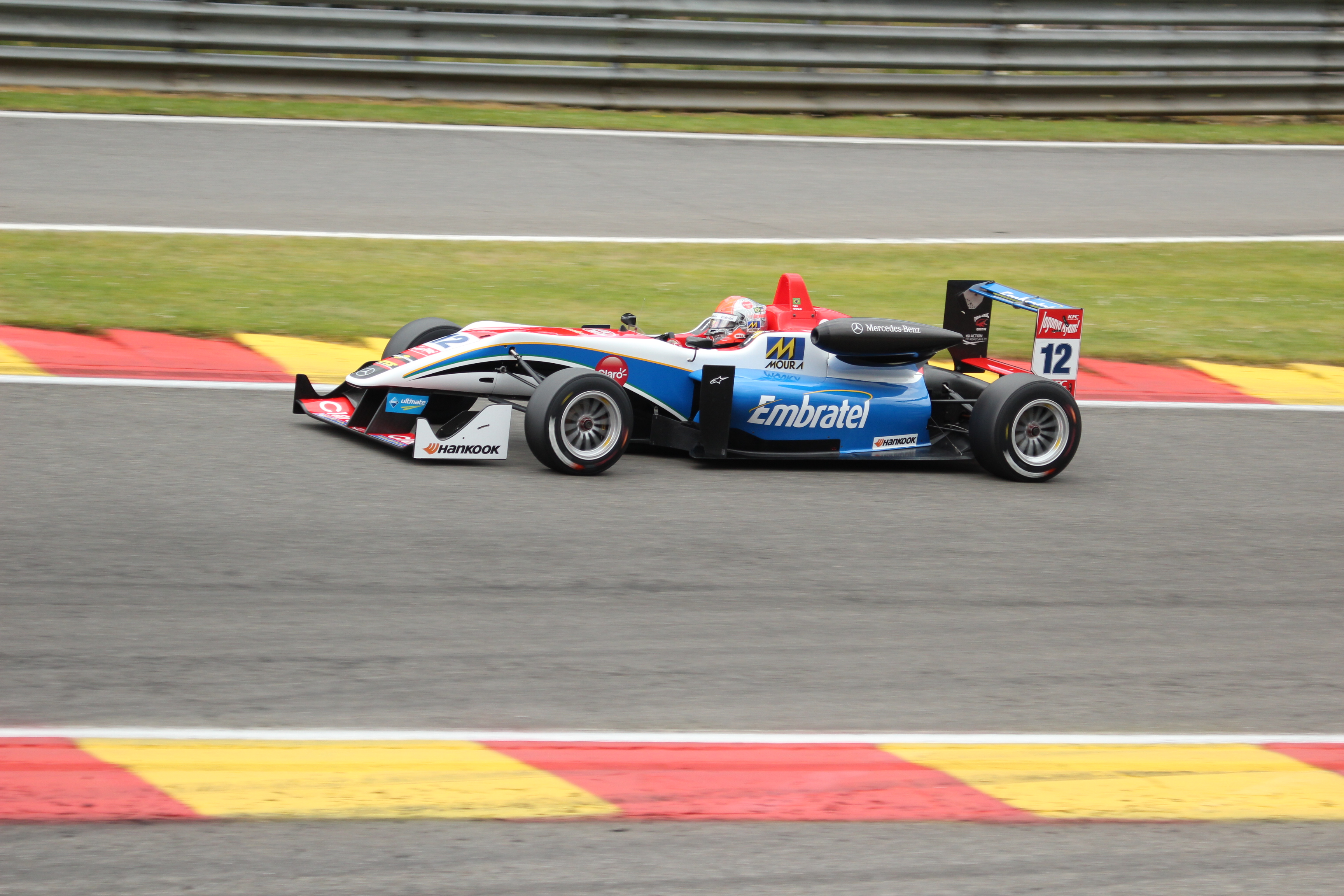
Pietro Fittipaldi en Formule 3 à Spa-Francorchamps en 2015.

En 2015, Fittipaldi signe chez Fortec Motorsport et prend part au championnat d'Europe de Formule 3. En 33 courses, il ne marque que sept fois des points et obtient deux 6e places à Algarve comme meilleurs résultats. Il termine dix-septième du championnat mais est le premier des pilotes Fortec.
En septembre, il participe aux Masters de Formule 3 sur le circuit de Zandvoort et termine 13e de la course.

### Champion de Formule V8 3.5 (2016-2017)
Entre octobre 2015 et janvier 2016, Pietro Fittipaldi participe au MRF Challenge Formula 2000. Il remporte quatre des quatorze courses du championnat et est sacré champion. 
De retour en Europe, il s'engage en Formule V8 3.5 et retrouve Fortec. Très largement dominé par son équipier Louis Delétraz, il se positionne dans le ventre mou du peloton et termine dans les points à dix reprises. Il doit attendre l'ultime course de la saison à Barcelone pour obtenir un podium, avec la 3e place. Il se classe dixième du championnat avec 60 points alors que Delétraz est vice-champion avec 230 points.

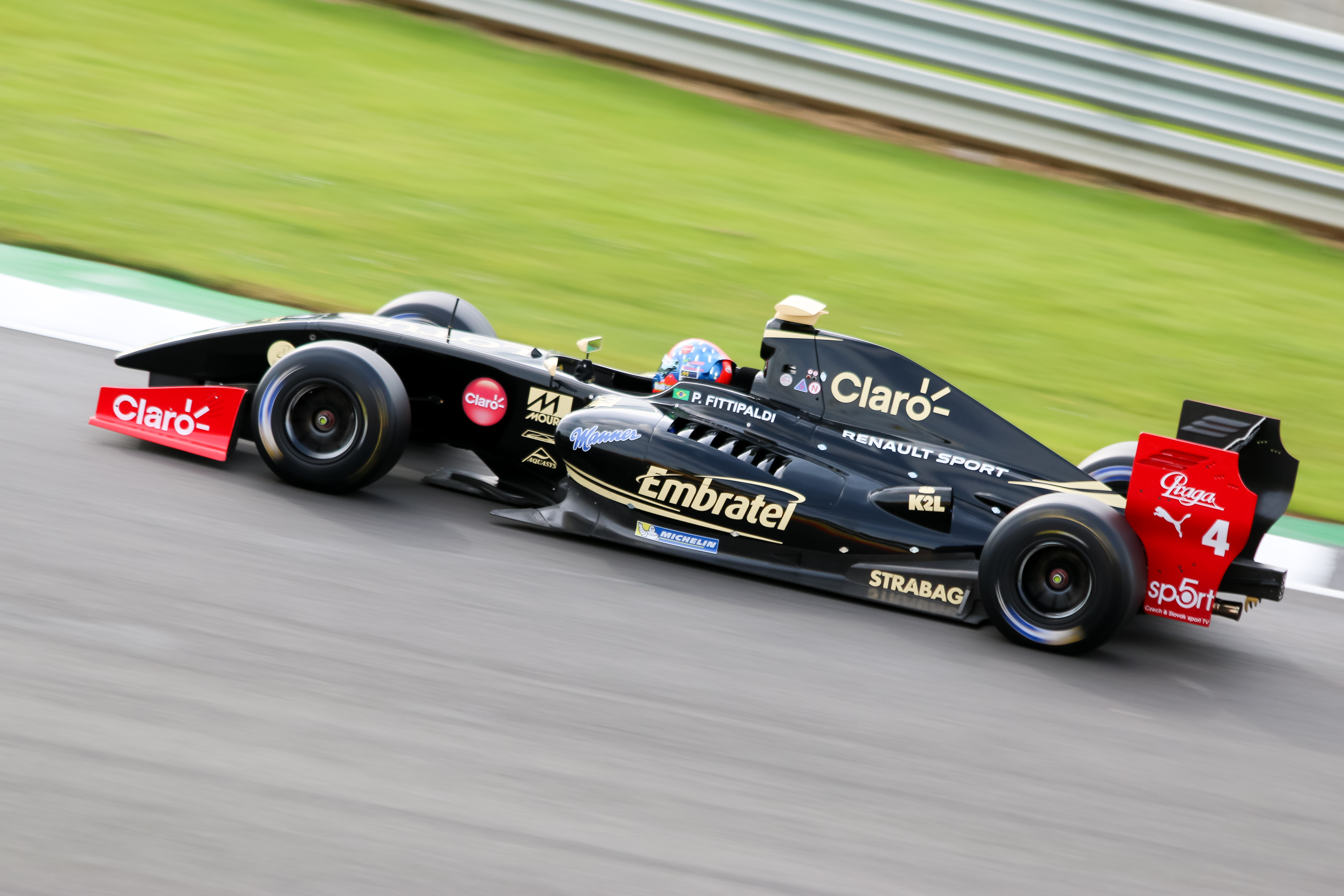
Pietro Fittipaldi en 2017 à Silverstone.

En 2017, il continue en Formule V8 3.5 mais change d'écurie et passe chez Lotus. Plus expérimenté, il est rapidement considéré comme l'un des favoris pour la couronne, puisqu'il commence sa saison par deux pole positions et deux victoires à Silverstone. Il enchaîne les pole positions et obtient une nouvelle victoire à Jerez, puis une autre à  Alcañiz. Sur l'Autodromo Hermanos Rodriguez, il remporte les deux courses du meeting après d'être élancé deux fois en pole, ce qui lui permet de reprendre les commandes du championnat. Pietro Fittipaldi s'adjuge le titre lors de la première course de Bahreïn et devient ainsi le dernier champion de la discipline, sur le déclin depuis deux saisons. Dans la foulée, il teste la Porsche 919 Hybrid et se montre le plus rapide parmi les rookies.
Début 2018, il prend pour la première fois le volant d'une Formule E et participe avec Jaguar Racing aux essais des rookies, sur le circuit Moulay El Hassan de Marrakech.

### Un pilote polyvalent (depuis 2018)
En février 2018, Pietro Fittipaldi rejoint le Dale Coyne Racing pour la saison 2018 d'IndyCar Series. Il partage la numéro 19 avec l'autre rookie canadien Zachary Claman DeMelo. Il participe aussi à la première manche du championnat de Super Formula 2018 à Suzuka.
Il s'engage également dans le championnat du monde d'endurance avec DragonSpeed, en catégorie LMP2. Lors de la séance de qualification des 6 Heures de Spa 2018, Pietro Fittipaldi est victime d'une violente sortie de piste au virage du Raidillon de l'Eau Rouge, à la suite d'une panne électrique. Cet accident le rend indisponible plusieurs semaines et le contraint à renoncer à participer aux 500 miles d'Indianapolis 2018 avec le Dale Coyne Racing. Une fois de retour, son meilleur résultat en IndyCar est une neuvième place obtenue à Portland. Il se classe vingt-sixième du championnat avec six courses disputées.
En 2019, Pietro Fittipaldi s'engage en DTM avec l'écurie Audi Sport Team WRT. Il termine quinzième du championnat avec 22 points.
Il est prévu qu'il rejoigne à plein temps le Japon pour disputer la saison 2020 de Super Formula, avec l'écurie B-MAX Racing with Motopark, mais son contrat est rompu avant le début de la saison, retardé à cause de la pandémie de Covid-19. Son volant est confié à son compatriote Sérgio Sette Câmara. Pietro Fittipaldi se tourne donc vers le championnat d'Asie de Formule 3, auquel il prend part avec l'écurie Pinnacle Motorsport. Il termine cinquième du championnat avec un podium.
En 2021, il retourne en IndyCar Series chez Dale Coyne Racing with RWR. Il pilote la n°51 sur les circuits ovales, en alternance avec Romain Grosjean qui court sur circuits routiers. En mai, il prend pour la première fois le départ des 500 miles d'Indianapolis et termine 25e de la course.

### Premiers pas en Formule 1 (depuis 2019)
En novembre 2018, Haas F1 Team officialise l'arrivée de Pietro Fittipaldi dans le rôle de troisième pilote de l'écurie américaine pour la saison 2019. Il prend d'ailleurs part aux essais hivernaux à Barcelone avec Haas, puis aux essais privés de Bahreïn quelques jours après le Grand Prix.
Le 30 novembre 2020, il est annoncé qu'il remplacera Romain Grosjean, victime la veille d'un spectaculaire accident, pour le Grand Prix de Sakhir, au sein de l'écurie Haas. Son intérim est plutôt satisfaisant puisqu'il réussit à être assez proche de Kevin Magnussen, malgré son manque d'expérience en monoplace. Il termine 17e à Sakhir et 19e à Grand Prix d'Abou Dabi.

## Carrière

### Résultats en championnat du monde de Formule 1
| Saison | Écurie       | Châssis | Moteur           | Pneus   | GP disputés | Victoires | Pole Positions | Meilleurs tours | Points inscrits | Classement |
| ------ | ------------ | ------- | ---------------- | ------- | ----------- | --------- | -------------- | --------------- | --------------- | ---------- |
| 2020   | Haas F1 Team | VF-20   | Ferrari V6 turbo | Pirelli | 2           | 0         | 0              | 0               | 0               | 23e        |

| Saison        | Écurie       | Châssis    | Moteur                                | Pneus | 1   | 2   | 3   | 4   | 5   | 6   | 7   | 8   | 9   | 10  | 11  | 12  | 13  | 14  | 15  | 16     | 17     | Points inscrits | Classement |
| ------------- | ------------ | ---------- | ------------------------------------- | ----- | --- | --- | --- | --- | --- | --- | --- | --- | --- | --- | --- | --- | --- | --- | --- | ------ | ------ | --------------- | ---------- |
| 2020          | Haas F1 Team | Haas VF-20 | Ferrari V6 turbo hybride Type 065 EVO | P     | AUT | STY | HON | GBR | 70e | ESP | BEL | ITA | TOS | RUS | EIF | POR | EMR | TUR | BAH | SAK 17 | ABU 19 | 0               | 23e        |
| Légende : ici |              |            |                                       |       |     |     |     |     |     |     |     |     |     |     |     |     |     |     |     |        |        |                 |            |

### Résultats en monoplace
| Saison    | Championnat                          | Écurie                     | Courses | Victoires | Pole positions | Meilleurs tours | Podiums | Points | Classement |
| --------- | ------------------------------------ | -------------------------- | ------- | --------- | -------------- | --------------- | ------- | ------ | ---------- |
| 2013      | Protyre Formula Renault Championship | Jamun Racing Services      | 16      | 0         | 0              | 0               | 0       | 163    | 8e         |
| 2013      | Protyre Formula Renault Autumn Cup   | Jamun Racing Services      | 3       | 0         | 0              | 0               | 1       | 45     | 6e         |
| 2013      | BRDC Formula 4 Championship          | MGR Motorsport             | 18      | 1         | 0              | 1               | 1       | 165    | 15e        |
| 2013      | BRDC Formula 4 Winter Championship   | MGR Motorsport             | 8       | 0         | 0              | 0               | 3       | 127    | 6e         |
| 2014      | Protyre Formula Renault Championship | MGR Motorsport             | 15      | 10        | 3              | 7               | 12      | 431    | Champion   |
| 2014      | Formula Renault 2.0 Alps             | MGR Motorsport             | 8       | 0         | 0              | 0               | 0       | 43     | 9e         |
| 2015      | Championnat d'Europe de Formule 3    | Fortec Motorsport          | 33      | 0         | 0              | 0               | 0       | 32     | 17e        |
| 2015      | Masters de Formule 3                 | Fortec Motorsport          | 1       | 0         | 0              | 0               | 0       | N/A    | 13e        |
| 2015-16   | MRF Challenge Formula 2000           | MRF Racing                 | 14      | 4         | 2              | 2               | 9       | 244    | Champion   |
| 2016      | Formule V8 3.5                       | Fortec Motorsport          | 18      | 0         | 0              | 0               | 1       | 60     | 10e        |
| 2017      | Formule V8 3.5                       | Lotus                      | 18      | 6         | 10             | 2               | 10      | 259    | Champion   |
| 2018      | IndyCar Series                       | Dale Coyne Racing          | 6       | 0         | 0              | 0               | 0       | 91     | 26e        |
| 2018      | Super Formula                        | UOMO SunocoTeam LeMans     | 1       | 0         | 0              | 0               | 0       | 0      | 22e        |
| 2019-2020 | Championnat d'Asie de Formule 3      | Pinnacle Motorsport        | 15      | 0         | 0              | 0               | 1       | 119    | 5e         |
| 2021      | IndyCar Series                       | Dale Coyne Racing with RWR | 3       | 0         | 0              | 0               | 0       | 34     | 32e        |
| 2021      | European Le Mans Series              | G-Drive Racing             | 1       | 0         | 0              | 0               | 0       | 6      | 26e        |
| 2022      | European Le Mans Series              | Inter Europol Competition  | 6       | 0         | 0              | 0               | 1       | 32     | 10e        |
| 2023      | Championnat du monde d'endurance     | Jota Sport                 | 1       | 0         | 1              | 0               | 0       | 15     | 5e         |

### Résultats aux 500 miles d'Indianapolis
| Année | Châssis | Moteur | Départ | Arrivée | Équipe            |
| ----- | ------- | ------ | ------ | ------- | ----------------- |
| 2021  | Dallara | Honda  | 13     | 25      | Dale Coyne Racing |

### Résultats en DTM
| Saison | Écurie                                        | Châssis | Moteur  | Pneus   | Courses disputées | Victoires | Podiums | Pole positions | Meilleurs tours | Dans les points | Abandons | Points inscrits | Classement |
| ------ | --------------------------------------------- | ------- | ------- | ------- | ----------------- | --------- | ------- | -------------- | --------------- | --------------- | -------- | --------------- | ---------- |
| 2019   | Audi Sport Team WRT & Audi Sport Team Rosberg | Audi    | Audi V8 | Hankook | 18                | 0         | 0       | 0              | 2               | 6               | 1        | 22              | 15e        |